# Pedro Sánchez Magallanes
Pedro Sánchez Magallanes är en ort i Mexiko.   Den ligger i kommunen Huimanguillo och delstaten Tabasco, i den sydöstra delen av landet, 600 km öster om huvudstaden Mexico City. Pedro Sánchez Magallanes ligger 50 meter över havet och antalet invånare är 265.
Terrängen runt Pedro Sánchez Magallanes är platt. Runt Pedro Sánchez Magallanes är det ganska glesbefolkat, med 43 invånare per kvadratkilometer. Närmaste större samhälle är Chontalpa, 8,9 km nordväst om Pedro Sánchez Magallanes. Trakten runt Pedro Sánchez Magallanes består till största delen av jordbruksmark.